# فرودگاه هلیکوپتر نیاکورناآرسوک
فرودگاه هلیکوپتر نیاکورناآرسوک (به انگلیسی: Niaqornaarsuk Heliport) یک فرودگاه همگانی است . این فرودگاه در کشور گرینلند قرار دارد .